# Unga Polen

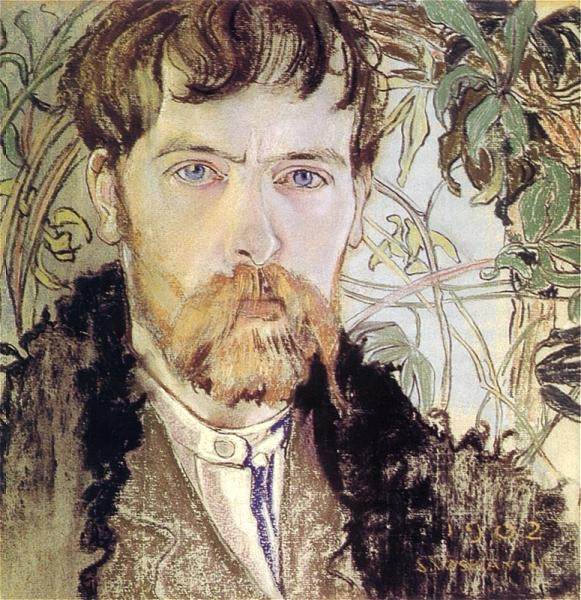
Stanisław Wyspiańskis självporträtt i pastell

Det unga Polen (polska: Młoda Polska) är beteckningen på en riktning inom modernismen i polsk konst, musik och litteratur under perioden 1890-1918. Riktningen kännetecknas av ett avståndstagande från positivismens idéer. Istället inspirerades författarna, musikerna och konstnärerna av nya litterära och konstnärliga strömningar såsom dekadansen, nyromantiken, symbolismen, impressionismen och art nouveau.

## Filosofi
Begreppet Unga Polen lanserades i ett manifest av Artur Górski, publicerat 1898 i Krakóws dagstidning Życie och därefter spriddes det runtom i landet. I andra länder talades också om "unga" med liknande betydelse, såsom Unga Tyskland, Unga Belgien, Unga Skandinavien etc.
Den polska litteraturen under perioden var influerade av två begrepp och trender. Dels trenden att ifrågasätta borgerlighetens livsstil och kultur och istället inspireras av dekadensen, konflikten mellan människor och deras civilisation och konceptet "konst för konstens skull". Författare som verkade i den här riktningen var bland andra Kazimierz Przerwa-Tetmajer, Stanisław Przybyszewski, Wacław Rolicz-Lieder och Jan Kasprowicz. Andra författare verkade inom neoromantiken. Dessa var mindre organiserade och engagerade sig i ett stort antal ämnen, från Władysław Reymonts texter om social ojämlikhet till Gabriela Zapolskas kritik av det polska samhället och Stanisław Wyspiańskis texter om polsk historia.
Andra som verkade inom neoromantiken var författare som Wacław Berent, Jan Kasprowicz, Jan Augustyn Kisielewski, Antoni Lange, Jan Lemański, Bolesław Leśmian, Tadeusz Miciński,  Andrzej Niemojewski, Franciszek Nowicki, Władysław Orkan, Artur Oppman, Włodzimierz Perzyński, Tadeusz Rittner, Wacław Sieroszewski, Leopold Staff, Kazimierz Przerwa-Tetmajer, Maryla Wolska och Tadeusz Boy-Żeleński.

## Musik
I den polska musikhistorien betecknar Unga Polen en informell grupp kompositörer som var starkt influerade av neoromantiken och kompositörer såsom Richard Strauss och Richard Wagner, samt kompositörerna i gruppen De fem vilka sökte skapa klassisk musik i rysk anda. Till den informella gruppen räknas Karol Szymanowski, Grzegorz Fitelberg, Ludomir Różycki och möjligen Mieczysław Karłowicz. Till de fem räknas Modest Musorgski, Alexander Borodin och Nikolai Rimsky-Korsakov.

## Konst
Det fanns ingen dominerande trend inom konsten i Polen under perioden. Konstnärerna och skulptörerna fortsatte inom den romantiska traditionen med vissa influenser som blivit populära i andra länder. Art nouveau var dock populärt, en stil som de polska konstnärerna försökte att kombinera med en nationell stil. Både skulptur och måleri var också influerat av olika former av symbolism.